# The Secret Adversary
The Secret Adversary (O Inimigo Secreto ou O Adversário Secreto, em Portugal e no Brasil) é um romance de espionagem de Agatha Christie, publicado em 1922. O livro apresenta os personagens Tommy (Thomas Beresford) e Tuppence (Prudence Cowley). O casal volta a aparecer em três outros romances e em uma coleção de contos, e estes cinco livros abrangem toda a carreira da escritora, sendo o último deles publicado nos anos 70. 

## Enredo
1915. Durante o naufrágio do Lusitânia, em plena primeira guerra mundial, um homem misterioso dá a uma garota chamada Jane Finn, por acreditar que ela teria maiores chances de sobreviver, alguns documentos confidenciais. 
Quatro anos depois, dois amigos de infância, Tommy e Tuppence, se reencontram e dividem suas experiências: ambos estão sem emprego e dinheiro. Desesperados, fundam a "Jovens Aventureiros, Ltda.", se predispondo a fazerem qualquer coisa em troca de dinheiro. Tuppence é procurada por Mr. Whittington para realizar um serviço, mas ao se identificar como Jane Finn, Tuppence acaba obtendo uma reação inesperada do homem, que desaparece. Curiosos, Tommy e Tuppence colocam um anúncio no jornal mencionando o nome de Jane Finn, buscando respostas.
O anúncio é respondido por dois homens distintos: Mr. Carter, um líder da inteligência britânica que conta aos dois que Jane Finn está desaparecida, assim como os documentos de posse dos quais ela estava, cujo conteúdo poderia seriamente comprometer o governo britânico e causar uma grande greve geral. Tommy e Tuppence concordam em ajudá-lo, mesmo sabendo que isso os colocará na mira de um inimigo poderoso, alguém conhecido pelo codinome de Mr. Brown. A segunda resposta vem de Julius Hersheimmer, um multimilionário americano e primo de Jane Finn, hospedado no Hotel Ritz. Desesperado para encontrá-la, Julius contactou a Scotland Yard e acabou dando a única foto dela que tinha a um tal Inspetor Brown, um impostor. Tommy, Tuppence e Julius também unem forças. 
Em meio às investigações, Tommy e Tuppence colocarão suas vidas em sérios riscos, diante do inimigo secreto que parece estar sempre um passo à frente.
1. ↑  No Brasil, O Inimigo Secreto é o título original, e O Adversário Secreto o atual. Em Portugal, a situação é a inversa, sendo O Adversário Secreto o título original, e O Inimigo Secreto o atual